# Božidar Jović
Božidar Jović (* 13. Februar 1972 in Banja Luka, Jugoslawien) ist ein ehemaliger kroatischer Handballspieler und heutiger Sportfunktionär.
Der 2,02 m lange Kreisläufer spielte bis zum Jahr 2000 für den kroatischen Verein Badel 1862 Zagreb, bei dem er später auch als Sportdirektor tätig war.
Mit RK Zagreb gewann er mehrere Meisterschaften und Pokalsiege und erreichte 1993, 1995, 1997, 1998 und 1999 das Finale in der EHF Champions League, konnte den Titel aber nur 1993 gewinnen. Von 2000 bis 2003 lief er für den ungarischen Verein KC Veszprém auf und gewann 2001, 2002 und 2003 die ungarische Meisterschaft sowie 2002 und 2003 den ungarischen Pokal.
Seine größten Erfolge mit der Kroatischen Nationalmannschaft waren die Goldmedaille bei den Olympischen Spielen 1996 und der Gewinn der Weltmeisterschaft 2003. Bei der Weltmeisterschaft 1995 unterlag er im Finale den Franzosen. Bei den Mittelmeerspielen 1997 und 2001 holte er sich den Titel.
Heute ist Božidar Jović Hauptgeschäftsführer beim RK Zagreb.